# 2540 Блок
2540 Блок (2540 Blok) — астероїд головного поясу, відкритий 13 жовтня 1971 року.
Тіссеранів параметр щодо Юпітера — 3,667.